# Депоније угља
Намена депоније постављене у технолошки ланац између произвођача (даваоца сировине) и прерађивача или током процеса прераде заправо представља  формирање пуфера који ће спрчавати прекид рада свих учесника услед краткотрајних (понекад и дужих) проблема у снадбевању, заправо који ће рад појединих делова процеса учинити максимално независним. Велики број депонија, а међу њима и депоније угља, имају и додатних намена да послуже као место на којем се може извести хомогенизација или мешање угљева ради уједначавања квалитета угља који се са депоније усмерава даље у процес чишћења, прераде или сагоревања.

## Подела депонија
Депоније се према функцији могу поделити на: претоварне, резервне и усредњавајуће. Усредњавајуће депоније по правилу користе за хомогенизацију. Ове депоније се налазе ван простора копа, али се пројектују тако да су функционално повезане са копом. За потребе хомогенизације угља на депонијама испројектован је и израђен читав низ специјалних машина за одлагање и узимање односно утовар материјала са депоније. Принцип хомогенизације угља на депонијама своди се практично на формирање што већег броја слојева угља различитог квалитета дуж целе депоније како би се у процесу утовара добио што равномернији квалитет. Депоније угља се формирају на више места у технолошком ланцу од места копања до места коришћења као нпр. :
- На самом руднику
- На постројењу за прераду
- На извозним/увозним терминалима
- На продајним терминалима
- На термоелектранама
- На термоелектранама, топланама и енерганама
- Код других (крајних) корисника

Главни параметри депонија су:
- Запремина
- Капацитет на одлагању
- Капацитет на захватању (утовару)

## Запремине депонија
Од много фактора зависи запремина свих депонија и одређује се за сваку депонију засебно. Истовремено се, у зависности од намене, дефинише и начин рада, потребна опрема и управљања поједином од депонија.

### Запремина депонија угља који су формираних на копу
Депоније које се налазе непосредно уз коп формирају се у случајевима када је крајњи потрошач (термоелектрана) удаљен од копа (пример: депонија угља на копу "Тамнава", басен "Колубара"). У случајевима када је термоелектрана лоцирана на краткој удаљености од копа избегава се формирање депонија уз коп већ се формира заједничка депонија за коп и термоелектрану (пример: депонија између копа "Дрмно" и ТЕ "Костолац-Б"). У зависности од организације предузећа управљање депонијом се поверава копу или термоелектрани. Не постоје неке посебне специфичности везане за димензионисање депонија уз коп у односу на депоније које се формирају уз термоелектране јер им је намена, практично идентична.

### Запремина депонија угља формирани на термоелектранама
Значајна карактеристика готово свих депонија угља које се формирају уз термоелектрану јесте њихова величина. Простор који заузимају, односно запремини сврставају се у највеће депоније на којима се привремено депонује сировина за даљу прераду. Тежило се запреминама које би обезбедиле 90-о дневни рад термоелектране. Као разлози за ово углсвном се користи "страх" од вишедневних штрајкова и временских непогода [Царпентер, 1999]. Међутим, ово правило има много ситуација и изузетака када се не поштује. Срећу се случајеви где су депоније веће, али много чешће су депоније мање запремине или се примењују неки посебни услови обезбеђивања резервног угља.

## Тип депоније
Истог типа угљеви се могу депоновати на истом одлагалишту док угљеви различитог типа депонују на одвојеним одлагалиштима. Депонија угља се може извршити на основу више параметара, они деле на затворене и отворене, а затим на кружне (поларне) или линијске.
Добро осмишљена и проектована угља треба да:
- Oмогућава лак приступ депонованом материјалу
- Oмогући ефикасан утовар
- Постиже потребне капацитете одлагања и изузимања
- Омогући жељени степен даљинске контроле опреме и аутоматизације,
- Обезбеди хомогенизацију и/или мешање угљева
- Одржава или побољшава униформност, компактност и квалитет депо-нованог угља,
- Минимизује мануелни рад запослених,
- Максимализује спремност и расположивост опреме
- Омогућава безбедан и поуздан систем
- Омогући спречавање потенцијалних пожара
- Спречи запрашеност и буку у окружењу
- Обезбеди прихват и одвођење дренажних вода
- Минимизује оперативне и инвестиционе трошкове руковања угљем
- Постигне оптимално коришћење земљишта

###### Код кружних депонија угља се одликују следећим предностима у односуна линијске:
- Имају компактнији облик него линеарне
- Повољније су за покривање
- поузданије је депоновање и изузимање
- Лакше је одржавање опреме
- Елиминише нестандардне и конусне облике при изузимању

Код ових депонијa јављају се следећи проблеми
- капацитет је ограничен и не може се накнадно повећавати
- дужина појединих слојева је краћа имају веће капацитете
- капацитет се лако накнадно повећава продужавањем депоније,шина и трака

#### Линијксле депоније
- Имају веће капацитете
- Капацитет се лако накнадно повеþава продужавањем депоније,шина и трака
- Дужина појединих слојева је дужа
- Величина лотова који се депонују може бити већа и може се више различитих лотова депоновати и мешати
- Инвестициони, оперативни и трошкови одржавања су нижи, а трошкови грађевинских радова су виши

## Механизација за рад на депонијама
За потребну хомогенизацију угља на депонијама испројектован је и израђен читав низ специјалних машина за одлагање и узимање односно утовар материјала за депоније.За одлагање се могу користити машине конструкционо намењене искључиво за одлагање или комбиноване машине за одлагање и утовар. Основни захтев код ових машина се састоји у томеда одлагалишна мора да дохвати до врха депоније и до 2/3 ширине депоније.
На слици 2.45 приказан је начин рада одлагача код формирања депоније Шеврон и Виндров методом.
За утовар (захватање) материјала са депонија развијен је читав низ различитих машина. По типу транспортног уређаја ове машине могу бити са шинским или гусеничним транспортним уређајем; по облику радног органа -са роторним, ведричастим и ваљкастим радним органом; по конструкцији са утоварном стрелом и са порталом за утовар (слика 2.46).
Најчешће се користе комбиноване машине са роторним точком због њихове универзалности (могу да врше и депоновање и захватање угља). Недостатак ове врсте машина је ограничена могућност хомогенизовања у односу на машине са ведричастим и ваљкастим радним органом, али су зато далеко флексибилнији у раду. После комбинованих машина са роторним точком најзаступљеније су машине са ведричастим радним органом. Велика дужина радног органа омогућава велику дужину контакта са депонијом а тиме је и омогућена добра хомогенизација. Последња два типа (са радним органом у облику ваљка и роторним точком на порталу) се ређе користе на депонијама.

## Методе депоновања и захватања угља са депоније

### Методе депоновања угља
У зависности од карактеристика и могућности машина за одлагање и изузимање депоновање је могуþе обавити у више различитих облика (метода). Основни облици депоновања су једноставна депоновања у облику конуса или у слојевима, хоризонталним или косим и комбиновано депоновање по методи Шеврон, Виднров или њиховој комбинацији [Карпнтер, 1999].
Конусно депоновање  континуално депонује угља дуж једне средишње осе при чему се користе мостни или портални одлагачи који се крећу континуално попуњавајући пуни попречни профил при сваком пролазу. Овај начин је подесан за хомогенизацију, али је сегрегација по крупноћи изразита. Истовремено, заштита од аерозагађења је релативно компликована.
Слојевито депоновање угаљ који се депонује у хоризонталним слојевима наизменичним ређањем различитих типова угља или угљева различитих карактеристика. Овај начин депоновања је подесан за набијање различитих карактеристика. Овај начин депоновања је подесан за набијање и спречавања самозапаљења депонованог угља. Пожељно је да се депонија потпуно оформи па тек тада да се врши изузимање угља са депонија формираних на овај начин.
Коса Шхеврон метода варијанта слојевитог депоновања, али су слојеви под нагибом. Ове депоније захтевају примену одлагача са клизном стрелом уз смакнуто померање линије одлагања на сваком наредном слоју. Отежано је изузимање са бочним реклајмерима.
Троугаона Шеврон метода депоновање се врши у једној тачки дуж средишње осе депоније. Опрема за депоновање је једноставна. После сваког преласка одлагача по линији одлагања попречни пресек депонованог материјала има облик троугла. Појављује се изразита се грегација угља по крупноћи. Тешко се депоновани угаљ може сабијати булдозерима. Изглед кружне депоније формиране Шеврон методом приказан је на слици 2.49.
Виндров  депонија се формира у више паралелних редова.Код првог слоја попречни пресек депонованог угља је троугласт, док јекод виших слојева попречни пресек најћешће облика ромба. Сваки слој се може лакше сабијати булдозерима. Изглед депоније након формирања првогслоја је приказан на слици 2.51
Шхеврон-Виндров  депоновање започиње као код Њиндроњ методе, а наставља се додавањем виших слојева по методу Схеврон. При томе на једној депонији се формира више мањих Шверон депонија. Опште је правило, без обзира на примењену методу депоновања, да се боља хомогенизација (мешање) постиже када се процес одлагања заврши на целокупном заузетом простору (површински и запремински) него када се изузима угаљ са депоније која није постигла потпуну висину. Због тога је величину сваке депоније потребно прилагодити динамици депоновања и изузимања.

### Методе захватања угља са депоније
Начин утовара тј. узимања материјала са депоније зависи од типа машине и облика депоније. За `депонијске машине са стрелом и роторним точком карактеристичнасу три начина узимања:
Етажни начин са откопавањем једног слоја угља дуж целе депоније.При оваквом начину рада багер задржава исти угао стреле при откопавању сваког од наредних слојева. Овакав начин рада могућ је само уколико се депонија налази изван транспортног пута депонијске машине (слика 2.53).
Откопавање у блоку је класичан и најефективнији начин рада роторних багера при чему се за једну дужину блока подетаже откопавају редоследом од највише до најниже, (слика 2.54).
"Пилгрим степ"  начин јесличан блоковском начину рада с томразликом што дужина блока није максимална. Дужину блока одређује дужина која се може покрити фиксним кружним кретањем стреле радног точка. После два кружна кретања стрела се спушта на нижу подетажу, итако редом. Овај начин рада смањује ефективност багера, али омогућава задовољавајућу хомогенизацију.
Ефикасност хомогенизације приликом примене различитих метода одлагања и захватања угља за депонијске машине са стрелом и роторним точком приказана је у табели 2.8 [Задор, 1991,Њалл ет ал., 2001.]. Очигледно је да најлошије резултате показује машина за етажно захватање са депоније формиране комбинованом Шхеврон-Виндров методом, а да је хомогенизација најефикаснија при примени Пилгрим методе изузимања са депоније формиране Виндров методом.
Код мостног (порталног) утовара материјала са депоније  роторни точак откопава угаљ тако што се креће управно на осу депоније. Собзиром да се захватање материјала обавља само у уском појасу ширине радног точка ефекти хомогенизације нису велики, па се због тога често уместо једног користе два роторна точка. Међутим, и у овом случају ефективност хомогенизације често није задовољавајућа. Бољи ефекти хомогенизације се остварују применом специјалне машине која уместо роторног точка има бубањ са ведрицама распоређеним дуж целе ширине депоније. У табели приказана је ефикасност хомогенизације при применимашина посебно намењених за повећање ефикасности при изузимању угља из депоније. Очигледно је да се применом одговарајућих машинаефикасност вишеструко повећава. Најповољнији резултати се постижу при примени мостне машине са бубњем. Поред поменутих машина за захватање тј. утовар угља са депоније,пре свега са депонија формираних у косим слојевима користе се и порталниведричари, слика 2.57, чијом применом се постижу највећи ефекти хомогенизације.